# Masa pirotechniczna
Masa pirotechniczna – mieszanina palna dająca w wyniku spalania efekty cieplne, świetlne, dymne, zapalające, dźwiękowe i odrzutowe, wykorzystywane w technice wojskowej i cywilnej.

W zależności od charakteru reakcji chemicznej masy pirotechnicznej dzieli się na:
- Płomieniowe – do których należą masy oświetlające, fotobłyskowe, smugowe, sygnałowe, niektóre masy zapalające oraz masy wytwarzające promieniowanie w podczerwieni. Temperatura spalania (oświetlających i smugowych) wynosi od ok. 2500 do 3000 °C..
- Cieplne – obejmujące masy termitowo-zapalające oraz małogazowe i bezgazowe, stosowane w zapalnikach czasowych. Tempeartura spalania wynosi od ok. 2000 do 3000 °C.
- Dymne – stosowane do maskowania (dym biały i czarny) i sygnalizacji (dymy kolorowe). Temperatura spalania (maskujących) wynosi od ok. 400 do 600 °C.